# Lucius Dasumius Tullius Tuscus
Lucius Dasumius Tullius Tuscus var en romersk senator som var en amici, eller betrodd rådgivare till kejsarna Antoninus Pius och Marcus Aurelius. Han var suffektkonsul under nundinium från april till juni 152 e.Kr. som kollega till Publius Sufenas. 
Han kallas även Lucius Dasumius Tuscus och Lucius Tullius Tuscus. 

## Familj
Olli Salomies har, utifrån likheter i namn och gemensamt medlemskap i samma stam, Stellatina, samt utifrån inskriptioner som hedrar samma person, P. Tullius Callistio, att Publius Tullius Varro, konsul 127, var Tuscus födelsefar. "Lucius Dasumius" i hans namn hänvisar till hans adoptivfar, som Salomies tror var "säkert släkt" med Publius Dasumius Rusticus, konsul med samma namn år 119. Ursprunget för honom och hans far anses vara den etruskiska staden Tarquinia, som tillhörde Stellatina-stammen. 
Tuscus anses vara far till Marcus Dasumius Tullius Varro. Hans frus namn, liksom eventuell information om andra barn, är okänd.

## Karriär
Tuscus karriär är känd genom en inskription som hittades i Tarquinia. Som tonåring var han medlem i tresviri monetalis, som av moderna forskare anses vara den mest gynnade av de magistraterier som utgjorde vigintiviri. Det innehades vanligtvis av antingen patricier, eller unga män som gynnades av kejsaren. Plebejer som innehade detta ämbete fortsatte vanligtvis att åtnjuta framgångsrika karriärer. Bevis på denna ynnest framträder kort därefter: efter att ha tjänstgjort en tid som militärtribun i Legio IV Flavia Felix med säte i Singidunum, tjänstgjorde Tuscus som kvestor åt kejsar Antoninus Pius, och var sedan legatus eller assistent till Afrikas prokonsul. Dessa två senare uppdrag gav honom potential för synlighet och introduktioner till inflytelserika personer.
Efter att ha innehaft de republikanska magistraterna av plebejisk tribun och praetor, var Tuscus prefekt för aerarium Saturni (cirka 147 – cirka 150). Medan han var konsul, var han guvernör i Germania Superior (cirka 152 – cirka 158) och hans mandatperiod som curator operum publicorum var möjligen också samtidigt. Hans sista kända ämbete var guvernör i Pannonia Superior under Marcus Aurelius och Lucius Verus regeringstid, som efterträdare till Marcus Nonius Macrinus och föregångare till Marcus Iallius Bassus. 
Inskriptionen från Tarquinia intygar också att han var medlem i sodales Hadrianales och sodali Antoniniani (den senare troligen efter kejsarens död), samt att han innehade det prestigefyllda sakrala ämbetet augur.